# Ursari

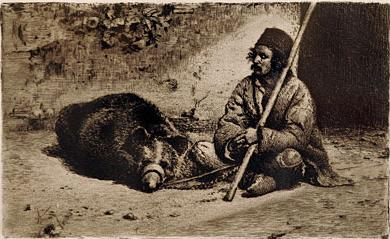
Ursarul, desen realizat de Theodor Aman

Ursarii (cu sensul de „dresori de urși”; termen originar din românescul urs; singular: ursar; în bulgară: урсари, ursari) sau Richinara constituie o ramură tradițională a romilor nomazi care s-a ocupat o lungă perioadă cu dresarea animalelor.
Categorie endogamă care-și obținea cea mai mare parte a veniturilor din spectacole de bâlci în care erau folosiți urși, de obicei urși bruni și, în câteva cazuri, maimuțe cercopitecide, ei s-au sedentarizat în mare parte după anii 1850. Ursarii formează o parte importantă a comunității rome din România, unde ei sunt una dintre cele 40 de grupuri tribale, precum și segmente importante ale populației de etnie romă din Bulgaria și din Republica Moldova. Ei constituie, de asemenea, o mare parte a romilor prezenți în Serbia și în țările Europei de Vest precum Țările de Jos și Italia.
Cuvântul Ursari se poate referi, de asemenea, la un dialect al limbii romani balcanice, vorbit în România și în Republica Moldova, deși se estimează că cei mai mulți ursari, la fel ca și băieșii, vorbesc limba română ca limbă maternă. Nu există un consens științific dacă ursarii aparțin subgrupului Sinti al romilor sau celeilalte jumătăți a populației de etnie romă. Un sondaj românesc realizat în 2004 în rândul a 347 de romi a constatat că 150 dintre ei se considerau „ursari” (reprezentând 43,2% din eșantion, adică cel mai mare neam etnic).
Dresorii romi de urși și de maimuțe din Bulgaria, numiți mecikari (мечкари), maymunari sau ursari, sunt considerați uneori ca formând o comunitate separată sau ca făcând parte din ramura băieșilor, așa cum sunt persoanele identificate ca ursari în Italia. Grupul de coșnițari (sau koshnichari), prezent pe ambele maluri ale Dunării (în România și Bulgaria), este considerat că face parte din ramura ursarilor. Alte astfel de grupuri originare din Europa de Est, deși legate între ele prin îndeletniciri, vorbesc diferite limbi și dialecte și nu sunt considerate că fac parte din ramura ursarilor; printre aceste grupuri sunt Medvedara în Grecia, Ričkara în Slovacia și Romi Ayjides în zona europeană a Istanbulului.

## Istoric

### Migrațiile timpurii și robia

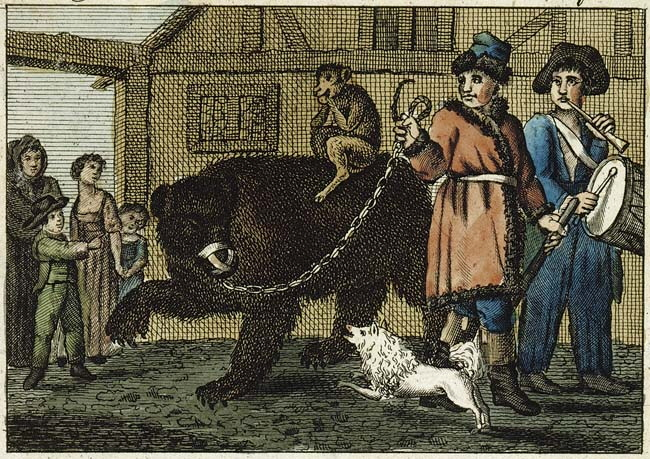
Gravură ce reprezintă un urs dansator și dresorii lui în Hessa, ca. 1810

Grupuri de dresori nomazi de urși sunt cunoscute că au existat în perioada migrației popoarelor prin Imperiul Bizantin, încă din secolul al XII-lea, fiind menționate în legătură cu Athinganoi (romi) de către Teodor Balsamon. În următoarele decenii, ei s-au aflat, probabil, printre oamenii denumiți în mod colectiv „egipteni”.
Ursarii făceau parte din populația sclavă din Principatele Dunărene (Moldova și Valahia), înainte de abolirea robiei în anii 1840 și 1850. Împreună cu băieșii (inclusiv zlătarii căutători de aur), căldărarii și lingurarii (rudarii), ursarii formau categoria lăieșilor, care, spre deosebire de robii vătrași, puteau să-și continue în mod liber stilul de viață nomad (fiind obligați de către boierii stăpâni să plătească un bir anual în schimbul permisiunii).
În primele decenii ale secolului al XIX-lea majoritatea țiganilor domniei erau lăieși, spre deosebire de cei care aparțineau mănăstirilor și boierilor. Lăieșii trebuiau să contribuie cu o sumă anuală la trezoreriile Valahiei și Moldovei; Édouard Antoine Thouvenel, un diplomat francez care a vizitat Valahia în această perioadă, a menționat că, pentru familiile de ursari, această sumă se încadra între douăzeci și treizeci de piaștri și s-a documentat faptul că băieșii și ursarii plăteau sume echivalente.
Ca și alți romi nomazi, ursarii sunt cunoscuți că au călătorit în grupuri tribale mari în cursul secolului al XX-lea, deși alte surse indică faptul că ei preferau să se organizeze pe o structură de familie strânsă și selectivă. Ursarii și băieșii i-au însoțit în mod tradițional pe căldărari în călătoriile lor către Rumelia, contribuind la crearea comunității Mecikara.
Thouvenel a descris „starea mizerabilă” a grupului și, cu referire la tratarea urșilor bruni, a scris: „[...] ei se adună pentru a-i urmări [pe urși], pe care îi domesticesc după ce-i capturează ca pui sau pe care îi fac să fie incapabili să devină răi. Urșii din Carpații sunt, la urma urmelor, mult mai mici și cu o natură mai puțin feroce decât cei din Nord; stăpânii lor îi dresează cu relativă ușurință și se deplasează din sat în sat pentru a aduna câteva parale ca urmare a curiozității țăranilor”.
De asemenea, potrivit lui Thouvenel, ursarii erau cunoscuți pentru „competențele de veterinari”, pe care, a argumentat el, „superstiția populației din mediul rural le atribuie stăpânirii artei magice”. În afară de călătoria cu urșii, comunitatea se ocupa ocazional cu comerțul de animale sălbatice (în special pui de urs) și era cunoscută pentru faptul ca deținea și dresa maimuțe. Femeile comunității erau cunoscute pentru practica ghicirii viitorului.

### Emanciparea

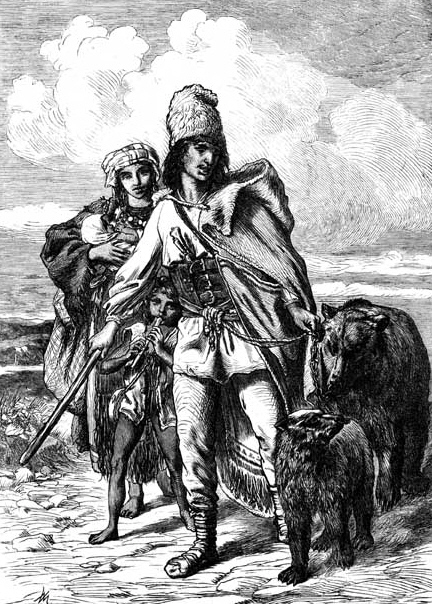
Ursari în Transilvania, gravură din 1869

Vorbind la 1/13 aprilie 1891 în ședința solemnă a Academiei Române, organizată cu ocazia împlinirii a 25 de ani de la fondarea instituției, istoricul și omul politic Mihail Kogălniceanu, care era responsabil pentru abolirea sclaviei țiganilor în Moldova în 1855, în timpul domniei prințului Grigore Alexandru Ghica, a susținut că: „afară de țiganii lăieși, care încă trăiesc în parte sub șatră, și afară de ursari, care fac încă meseria de a domestici fiarele sălbatice, dar totuși se dau lucrului pământului, mai toți astăzi din celelalte clase de țigani s-au contopit în masa națiunii, și ei nu se mai cunosc decât prin fața lor smolită și asiatică și prin vivacitatea imaginațiunii lor”.
După unirea Principatelor Române, ursarii au continuat să fie văzuți în spectacole de stradă și în târguri, organizate în special la București și în orașele mai mari de provincie precum Bacău. Încă de la începutul domniei domnitorului Alexandru Ioan Cuza participau periodic la spectacole organizate în bâlciuri, unde cântau lăutarii, dansau călușari și erau arătate tot felul de ciudățenii. Cam prin aceeași perioadă neamul ursarilor includea și grupuri de zavragii, care și-au abandonat meseria de fierari și s-au angajat ca zilieri. De asemenea, în cursul secolului al XIX-lea, ursarii au început să fie atestați în Basarabia administrată de Imperiul Rus, unde populația locală s-a referit la ei și, în general, la lăieși ca șătrași („care trăiesc în corturi”).
Cândva după anul 1850 grupuri de ursari, căldărari și lovari, originare cel mai probabil din Bosnia și din regiunile Austro-Ungariei, au migrat către vest și s-a menționat pentru prima dată prezența lor în Brabantul de Nord și în alte zone din Țările de Jos (unde încă mai trăiesc urmașii lor). O migrație similară a băieșilor și ursarilor a avut loc din Serbia, din apropiere de Kragujevac, până în nordul și centrul Italiei. Autoritățile centrale din Țările de Jos au reacționat vehement față de prezența romilor, numindu-i pe ursari și pe ceilalți etnici romi cu apelativul disprețuitor „țigani”; reacția autorităților locale a fost mai ponderată și ursarilor li s-a permis să se integreze în societatea olandeză, chiar dacă majoritatea membrilor comunității rome intenționau să se așeze în alte zone.

### Înainte și după Porajmos
În timp, un număr semnificativ de ursari s-au alăturat circurilor, în timp ce mulți alții au început să producă și să comercializeze obiecte din os și din piele (așa cum au făcut pieptănarii și ciurarii), sau au colaborat cu lăutarii. Urșii au fost învățați să execute mișcări de dans pe ritmul tamburinei sau au fost dresați să meargă în poziție verticală și să realizeze diferite scamatorii cum ar fi rezemarea în bastoane și efectuarea de tumbe. Utilizarea vergilor metalice și a belciugelor în nas în procesul de îmblânzire, precum și alte asemenea practici, au atras atenția avocaților pentru apărarea drepturilor animalelor și au fost puternic criticate încă de la începutul anilor 1920, când Germania a interzis practicarea îndeletnicirii de ursar. S-a afirmat că dresarea urșilor implica arderea labelor puilor de urs în procesul de învățare a ritmului muzicii.
În faza inițială a celui de-al Doilea Război Mondial,  ca parte a măsurilor represive dispuse de Garda de Fier, ministrul de interne al guvernului legionar român, Constantin Petrovicescu, a emis un ordin prin care interzicea ursarilor să umble cu urșii prin orașe sau sate și să dea spectacole cu ei. Explicația oficială pentru această măsură a fost că mișcările populației rome contribuiau la răspândirea tifosului. În următorii ani, sub regimul lui Ion Antonescu, membrii comunității ursarilor s-au aflat printre romii deportați în Transnistria, ca urmare a politicii rasiste practicate în România (vezi și România în al Doilea Război Mondial și Porajmos).
Interdicțiile privind realizarea spectacolelor cu urși au fost legiferate în întregul Bloc Estic. În România Comunistă, numeroasele grupuri de artiști ursari au fost împiedicate să intre în orașe, iar în timpul regimurilor conduse de Gheorghe Gheorghiu-Dej și Nicolae Ceaușescu romii nomazi au fost supuși politicilor de sedentarizare (mulți dintre ei au fost sedentarizați încă de la întoarcerea lor din Transnistria).

### Postcomunism

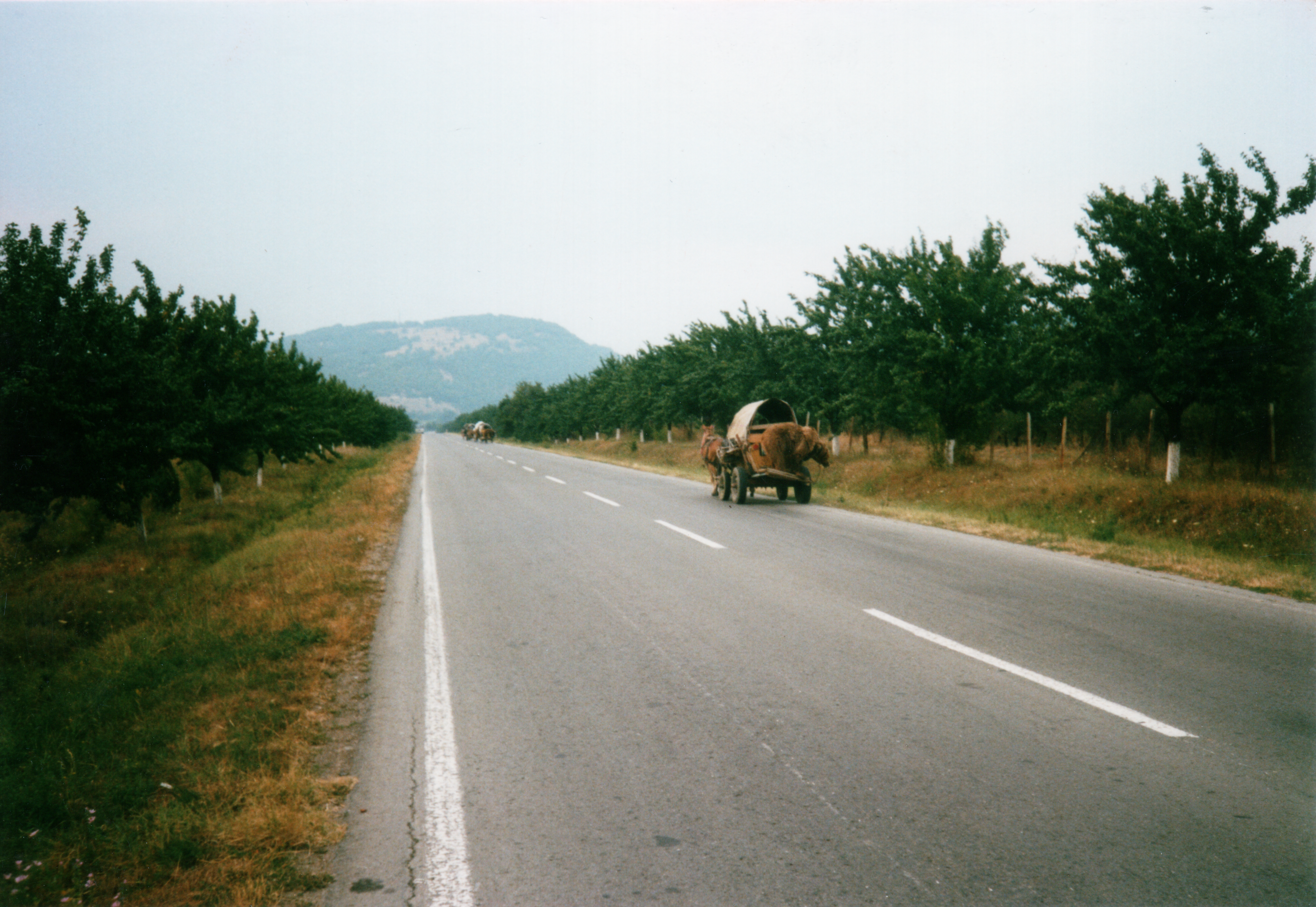
Romi călătorind cu un urs legat în Bulgaria, 1990

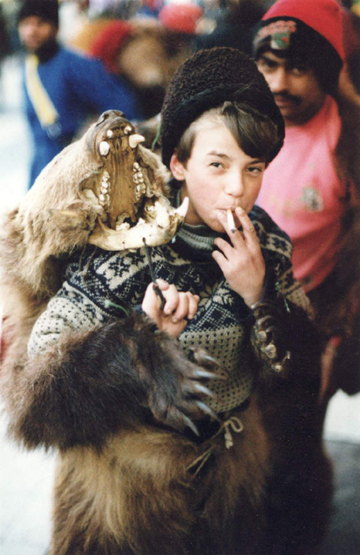
Băiat îmbrăcat într-un costum de urs, Budapesta

În perioada aprilie–iunie 1991, după Revoluția din 1989, ursarii din mai multe localități ale județului Giurgiu — Bolintin Deal, Ogrezeni și Bolintin Vale — au fost ținta violențelor etnice. Ursarii au fost alungați și multe dintre locuințele lor au fost incendiate. În Bolintin Deal, unde a avut loc prima acțiune de acest fel, violențele au izbucnit ca represalii pentru uciderea unui student român, Cristian Melinte, de către un tânăr autostopist ursar care a fost condamnat ulterior la 20 de ani de închisoare.
Incendiile au fost declanșate de către grupuri numeroase de locuitori, care, potrivit autoarei americane Isabel Fonseca, au acționat metodic (au fost acuzați că au tăiat firele electrice care alimentau fiecare casă a ursarilor pentru ca focul să nu se extindă mai departe). În Ogrezeni, violența intercomunală a fost cauzată de înjunghierea unui român în timpul unei bătăi dintr-un bar local. În schimb, actele de violență din Bolintin-Vale au fost neprovocate și au fost, probabil, un efect al incidentului de la Ogrezeni.
Comentatorii au atribuit aceste acte de violență eșecului politicii de sedentarizare a romilor și perceperii foștilor nomazi ca o clasă socială privilegiată în perioada comunistă. S-a afirmat că mulți români din Bolintin Deal au crezut că ursarii erau responsabili pentru furturile din localitate și că, potrivit relatării lui Fonseca, ar fi participat la evenimente dedicate omagierii președintelui Ceaușescu.
În același timp au fost raportate separat acte infracționale săvârșite de ursari: ursarii majoritar șomeri nu erau deplin integrați în cadrul comunității rome din Bolintin Deal; s-a indicat faptul că locuințele romilor care nu aparțineau ramurii ursarilor nu au fost vizate de evenimentele violente din 1991 și că, din cele 27 de dosare penale instrumentate la Bolintin între 1989 și 1991, 18 aveau ca presupuși autori ursari (cu procente asemănătoare în Ogrezeni). S-a susținut, de asemenea, că mulțimile violente de la Bolintin Deal și Bolintin Vale nu conțineau numai români, ci și romi sedentarizați din comunitățile tradiționale.
Poliția Română a fost criticată pentru neputința sa de a interveni și de a preveni violența, în ciuda faptului că era conștientă de potențialul escaladării conflictului — în Bolintin Deal, 22 din cele 26 de case ale ursarilor au fost arse, înainte ca Jandarmeria și unitatea de pompieri să disperseze mulțimea. Cu toate acestea, la Ogrezeni și Bolintin-Vale, forțele de poliție s-au confruntat în mod direct cu violența mulțimii, după ce au fost acuzate că au avut interes pentru protejarea comunității de romi; în Ogrezeni, 13 sau 14 din cele 15 case ale ursarilor au fost incendiate, iar 11 au fost devastate în Bolintin-Vale.
Toți membrii comunității ursarilor din Bolintin Deal s-au stabilit în București sau Giurgiu, mulți dintre ei vânzându-și ulterior parcelele de teren; un grup a încercat să se întoarcă în mai 1991, dar a fost alungat de către localnici. Potrivit surselor, autoritățile i-au informat pe ursari că ar fi mai bine să nu se mai întoarcă. Prin 2005, mai mulți ursari, care aveau domiciliul în sectorul 4 din București, au solicitat să le fie eliberate titluri de proprietate pentru fostul teren aflat în proprietatea statului de la Bolintin Deal, care era alocat atunci locuitorilor satului; autoritățile locale le-au refuzat cererea, argumentând că dreptul de proprietate asupra terenului în cauză era încă subiect de dispută și susținând că ursarii puteau achiziționa alte terenuri, dacă doreau să facă acest lucru.
În ciuda măsurilor luate împotriva dresării urșilor, aceștia au rămas populari în țările din fostul bloc comunist, iar ursarii au fost o prezență sezonieră pe Coasta Mării Negre în timpul regimului comunist din Bulgaria. Deși mult mai rar, jocurile urșilor sunt încă practicate de grupurile nomade de ursari în diverse zone din Europa de Est.

## Cultură

### Identitate
Ursarii fac parte din grupurile de romi care practică endogamia, alături de căldărari, lovari și gabori; se crede că mulți Mecikara se referă la ei înșiși ca „vlahii” sau „români” și au tendința de a se considera diferiți de alți romi. Regulile respectate în cadrul comunității de ursari interzic relațiile sexuale cu persoane gadjo și favorizează căsătoriile aranjate cu persoane din același neam, dar par să permită căsătoriile mixte cu persoane din neamul mai larg al băieșilor. Ursarii sunt, de asemenea, printre puținele grupuri de romi care permit căsătoria adolescenților, deși acest obicei este practicat tot mai rar.
Credincioși ortodocși de tradiție (aparținând după caz Bisericii Ortodoxe Române sau Bisericii Ortodoxe Bulgare), mulți ursari au început să adere la mișcările religioase protestante, printre care penticostalismul. Ursarii din Serbia și Italia sunt membri ai Bisericii Ortodoxe Sârbe. Zilele din calendar considerate în mod tradițional ca sărbători de ursari sunt 1 februarie, prima zi a sezonului de târguri, și 30 noiembrie, sărbătoarea Sfântului Andrei (pe care ursarii îl consideră ca patron al comunității lor). La începutul primului deceniu al secolului al XXI-lea Noul Testament a fost tradus în dialectul ursăresc al limbii romani balcanice.

### Ursari și urși

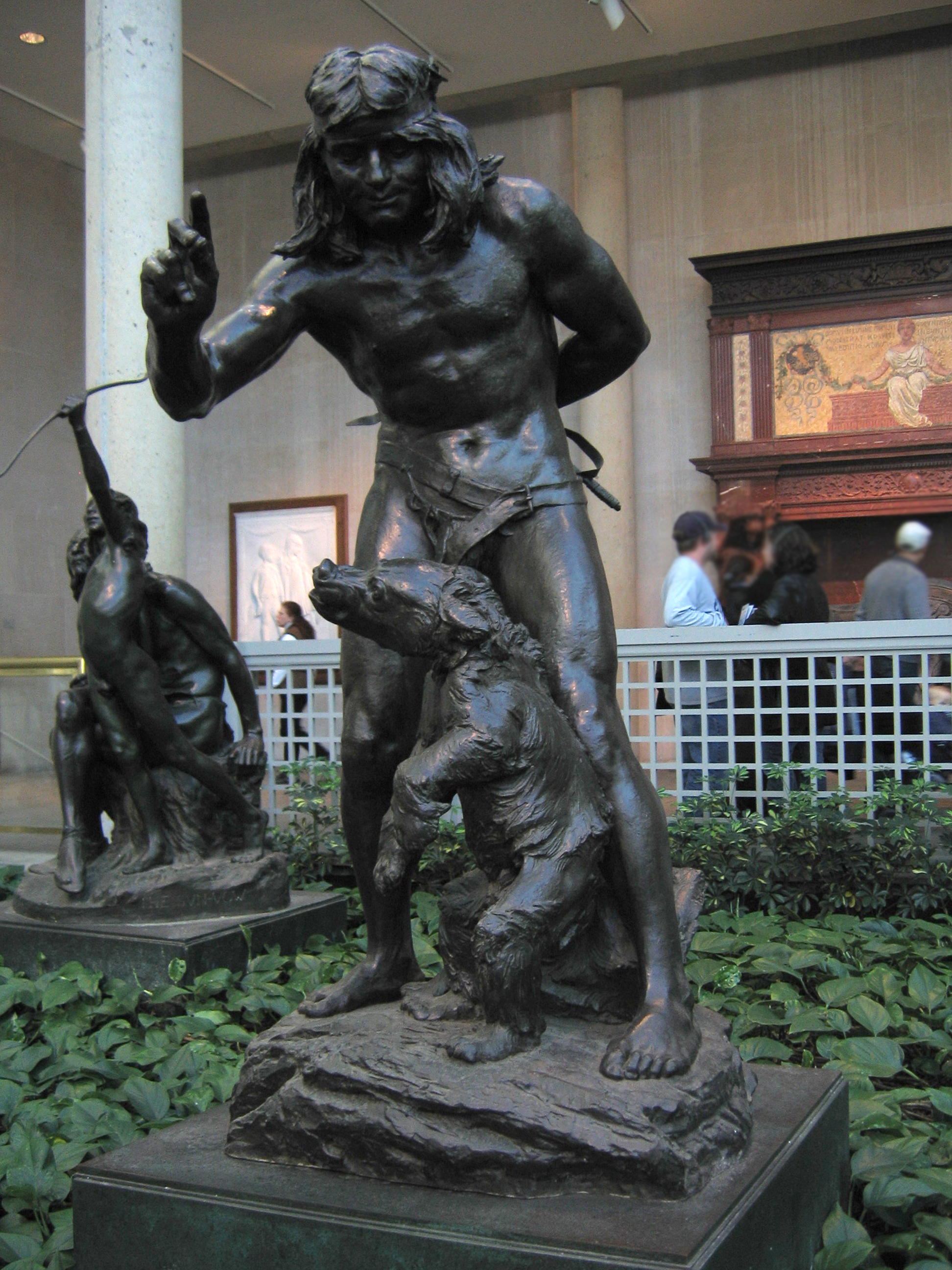
Paul Wayland Bartlett, Îmblânzitorul de urși (1888)

Ca aspect comercial al activității lor, ursari au stabilit și încurajat diverse obiceiuri și credințe populare cu privire la urși; acestea includ intrarea urșilor în curțile caselor de la țară ca un mijloc de a proteja animalele domestice de atacul animalelor sălbatice mai mici, și călcătura ursului sau călcătura lui Moș Martin (inspirat de porecla comună a acestui animal), ce implică călcarea ursului pe spatele unei persoane (cu credința că poate asigura fertilitatea tinerilor sau poate alunga spiritele rele).
Acest ultim obicei a fost foarte popular printre români, care l-au considerat ca un remediu popular pentru tratarea durerilor de spate; primirea ursarilor în gospodărie pentru a efectua această activitate făcea parte dintr-un șir de evenimente care precedau sărbătoarea Paștilor sau inaugurau sărbătorirea Crăciunului și a ajunului Anului Nou.
În rândul membrilor comunității de ursari, care fabricau obiecte de os, a devenit răspândit obiceiul tratării materialelor de artizanat cu grăsime de urs, un produs de lux care, credeau ei, contribuia la creșterea durabilității produselor în cauză. Grăsimea era, de asemenea, vândută românilor ca medicament pentru combaterea reumatismului și bolilor osoase, împreună cu firele de păr de urs care erau o amuletă populară.
Practicile asociate cu dresarea urșilor au devenit ținta grupurilor ce militează pentru bunăstarea animalelor încă din anii 1990 și au făcut subiectul unei campanii ostile în International Herald Tribune. În timp ce evidenția utilizarea unor metode brutale de dresaj, Isabel Fonseca, care i-a vizitat pe ursari la Bolintin Deal și în regiunea Stara Zagora, a susținut că, în calitate de principale surse de venit pentru familiile de ursari, urșii beneficiau, de asemenea, de îngrijire, atenție și hrănire corespunzătoare.
Mai mulți artiști i-au reprezentat în creațiile proprii pe dresorii romi și pe urșii lor. Printre ei sunt pictorul și graficianul român Theodor Aman și sculptorul american Paul Wayland Bartlett (a cărui sculptură de bronz Îmblânzitorul de urși din 1888 este expusă la Muzeul Metropolitan de Artă din New York).

### Muzică
Deși, încă de prin anii 1850, mulți muzicieni ursari au contribuit la cultura lăutărească până la punctul în care s-au separat de mediul lor original, muzica tradițională a ursarilor a supraviețuit ca gen separat; fuzionată cu muzica electronică, ea a fost popularizată în România la începutul secolului al XXI-lea de formația Shukar Collective.
Un cântec folosit de dresorii ursari a trecut în folclorul românesc pe post de cântec de leagăn. El include următoarele versuri:
| Joacă, joacă Moș Martine, Că-ți dau pâine cu măsline! |

O versiune mai lungă încă era cântată de ursarii din județul Bacău prin 2007:
| Foaie verde pădureț, Urcă ursule pe băț, Urcă, urcă tot mai sus, Că și miere ți-am adus. Joacă, joacă Moș Martine, Că-ți dau miere de albine. Joacă, joacă frumușel, Si pășește mărunțel. Saltă, saltă cât mai sus, Căci stăpânu' ți s-a dus! |